# Besteiros (Paredes)
Besteiros is een plaats (freguesia) in de Portugese gemeente Paredes en telt 1412 inwoners (2001).